# Eusebio Díaz (futbolista)
Eusebio Díaz (1901 - 1959) fou un futbolista paraguaià.

## Selecció del Paraguai
Va formar part de l'equip paraguaià a la Copa del Món de 1930.